# 2012年宁波市镇海区反对PX项目事件
2012年宁波市镇海区反对PX项目事件2012年10月发生在中国浙江省宁波市，其起因为镇海区部分村民因镇海炼化一体化项目拆迁而集体上访，后因该项目中包含对二甲苯（英文名缩写PX）生产装置，在10月25日、26日引起镇海区大规模封路抗议，并遭到警方使用催泪瓦斯清场。此后的27日和28日，抗议活动蔓延至宁波市中心的天一广场和宁波市政府，50余人遭到警方控制，最终宁波市政府承诺不再建设PX项目，并停止推进整个炼化一体化项目。

## 背景
1996年以来，中国大陆环境群体性事件呈现迅速增长的态势，年均增速达到29%，其中，2011年重大事件比2010年增长120%。在这些事件中，一部分是由于项目未建成而造成公众的环境担忧，另一部分由于已投产项目的环境问题长期得不到解决，其余则是由于事故和媒体曝光等突发原因。另一方面，依靠法律解决的环境问题比例不足1%。松花江污染事故、大连海岸油污染事故等重大环境污染事故至今仍未落实对公众利益的赔偿。2007年以来，厦门PX项目、大连PX项目、什邡钼铜项目、启东排污项目等项目造成大规模造成民众游行乃至冲击政府机构。光明网评论员曾在2012年10月指出，公众在经济增长决策中的缺位是以环境问题作为导火索造成社会问题的根源之一。环保部原总工程师、中国环境科学学会副理事长杨朝飞也在这一时期指出，应当建立环境问题的公众参与机制和环境公益诉讼制度。

### 宁波石化经济技术开发区及其环境问题

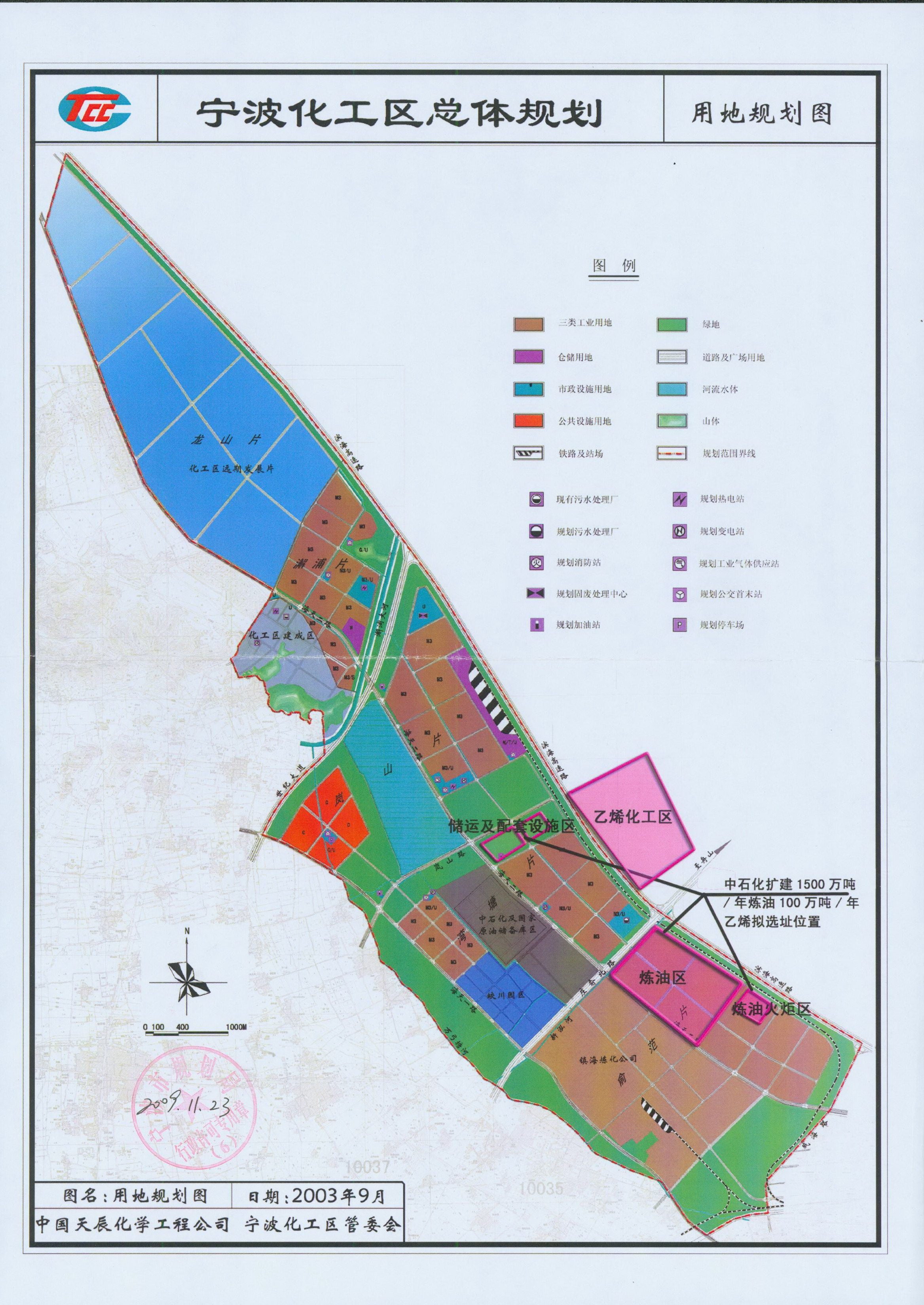
宁波化工区总体规划，粉色部分为规划镇海炼化一体化项目用地

位于宁波市镇海区境内的宁波石化经济技术开发区成立于1998年8月，前身为宁波化工区，2010年12月升格为国家级经济技术开发区。这一开发区内有镇海炼化、LG甬兴（韩国）、阿克苏诺贝尔（荷兰）、大安化学（日本）、中金石化、中化化学品等众多化工企业。化工区的支撑项目为炼油和乙烯。其中，镇海炼化是中国大陆规模最大的炼油公司，具有年产2000万吨炼油、100万吨乙烯、20万吨聚丙烯、45万吨对二甲苯（PX）的生产能力。成立以来，宁波石化经济技术开发区曾经发生多次环境污染事件。2007年9月，宁波LG甬兴化工有限公司因螺栓被盗发生400吨左右丙烯腈泄漏事件，造成附近空气和地下水污染。2012年4月底，澥浦镇一家化工廠偷排有毒氣體，令到果園採蜜的300萬隻蜜蜂一夜全數暴斃。由于开发区地处镇海区西北，位于冬季偏上风向，其带来的环境问题也颇受镇海区居民的关注。2002年5月16日至17日，镇海居民就曾因因两家化工厂偷排有害气体而上街游行，堵塞交通。2004年起，宁波市镇海区环境保护局在中国大陆率先引进大气特殊污染因子环境监测系统并尝试与居民沟通，被学者称为“政府与公众在焦点问题上如何沟通的一个良好案例”。

### 对二甲苯（PX）及其环境担忧
对二甲苯（Paraxylene），英文缩写PX，是重要的化工原料，最主要的用途为制造对苯二甲酸（PTA）以进一步合成聚酯材料。在化学品安全说明书（MSDS）中，PX属于低毒物质，而国际癌症研究机构（IARC）则将PX规定为第三组，即现有的证据不能证明对人类致癌，但高浓度和长期接触仍可对人体产生危害。此外，PX生产过程中可能释放苯和硫化氢等有毒物质，对环境造成危害。
在中国大陆，PX的需求量极大，但处于供给不足的状态。2010年，中国大陆PX产量810万吨，消费总量950万吨，其中进口330万吨，主要的产能位于华东地区。尽管没有充分证据证明PX的危害，一些对于PX的谣言，例如PX高度致癌，以及工厂必须距离居民区100公里以上等广为流传。在宁波之前，厦门和大连在2007年和2011年分别发生了两次民众抵制PX项目的事件，均获得政府的正面回应。

### 事发项目

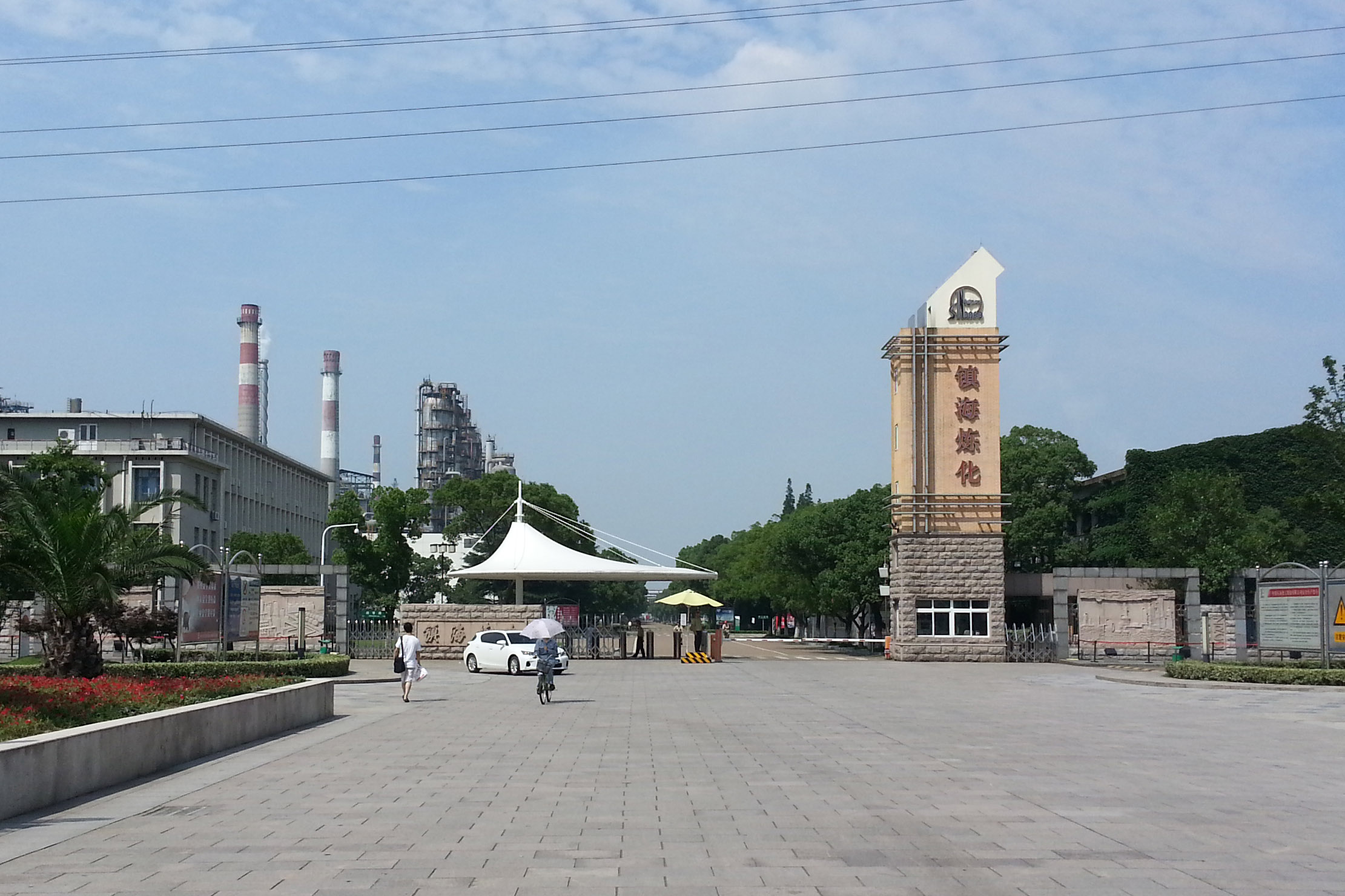
项目所在的镇海炼化公司正门

本次事件涉及的镇海炼化一体化项目由为中国石化和浙江省人民政府于2009年确立，在宁波市宁波石化经济技术开发区镇海炼化公司原有的生产规模基础上扩建，总投资558.73亿元人民币，占据面积422公顷，年产1500万吨炼油、120万吨乙烯，其中包含PX装置。有评论认为，由于宁波近年来在中国大陆经济地位逐渐下滑，如果该项目投产，将给宁波带来近千亿的年产值，并极大地提高宁波的经济地位。

## 事件發生過程
2012年10月月初，镇海区的居民陆陆续续到区政府上访，区政府未解决问题。10月22日，湾塘等村的200多个村民集体到区政府上访，区政府不同意集体接见，以分批次不同形式接见村民，并且宣称该项目环保达标，面对区政府的渎职行为，部分村民以围堵城区交通路口进行抗议，后经过区政府劝导离开。
10月26日，镇海区公民聚集在公路上游行示威，公民高举标语“我们要生存、我们要活命”、“尔俸尔禄、民脂民膏、下民易虐、上天难欺”，在市府门口许多人高喊：“刘奇下台！保护宁波！”，警察、防暴队使用催泪瓦斯攻击公民，公民以石头、砖块还击，场面一度失控，镇海区公民被当局驱离。26日晚间，警察用警棍殴打示威者和路人。
10月28日，镇海区公民游行示威，遭到警察、特警镇压，由于《宁波日报》发文指出公民游行示威破坏稳定发展大局，当游行示威群众经过宁波日报大厦时，竖起中指，高喊“无耻”、“垃圾”等口号。游行示威的群众为真相揭露，用身体托起英国ITV记者，而警察和特警看到外国记者则不敢动粗。
在事件发生期间，新浪微博、腾讯微博中“镇海”一词遭到屏蔽，涉及到游行的一部分图片和文字遭到删除，宁波市市内无法在新浪微博、腾讯微博传图片，图片只能通过其异地上传。
另外，宁波市公民指出宁波市长刘奇、公安局长王惠敏、带有价值不菲的名贵手表。
10月29日，宁波市官方召开记者会，宣布51人遭到扣留，13人被依法采取刑事强制措施。同时，宁波市委、市政府召开领导干部会议，称公民聚集影响社会稳定，干部需到基层去维稳。

## 官方态度
宁波市公安局镇海分局公告：
一、人民群众应当以合法的方式表达诉求。
二、对于严重危害社会治安秩序的行为，公安机关将实行现场管制，采取必要手段强行驱散，并对拒不服从的人员强行带离现场或者立即予以拘留。
三、对于聚众冲击国家机关、故意毁坏财物、非法拦截机动车，影响交通工具正常行使等违法犯罪行为，公安机关将依据法律予以严惩。
上述公告内容请相互转告，广大群众要明辨是非、不要受人蛊惑，不要围观、不要聚集、尊重法律、合理表达诉求。

宁波市镇海区政府网站公告：
从宁波市政府新闻发言人处获悉，宁波市经与项目投资方研究决定：
（1）坚决不上PX项目；
（2）炼化一体化项目前期工作停止推进，再作科学论证。

## 当事公司回应
镇海炼化公司宣传部副部长黄仲文：
|  | 目前网上传炼化扩建项目含有PX，这实际是一种误解，是把PX妖魔化，因为PX只是炼油过程中的一种衍生产品，一般汽油中都含有PX，危害性并不大，所谓PX可致癌，现并无科学依据。 |

## 社会舆论

### 社会人士支持
中国大陆艺人陈坤、姚晨及美国《华尔街日报》中文主编袁莉均表态支持。

### 媒体解读

#### 中国大陆媒体
《宁波日报》专文《一些违法行为极大危害社会稳定大局》：“全市上下正团结一心，奋力拼搏，克服国际国内多重不利因素对经济发展的影响，加快产业结构转型升级步伐。这样的局面来之不易，理当倍加珍惜。而极少数人的不理性甚至违法行为，将会破坏这种稳定发展大局，最终对我们每个人的切身利益造成损害。”
《环球时报》认为该事件是有些异见领袖为了捞取政治资源反抗中共政府而带领群众所作的政治噱头。
《人民网》专文《沟通在先，“PX”就不会闹大》指出该事件的实质是“民众对PX项目的不安和反感，也是对地方政府部门忽视民众知情权、表达权、参与权的不满。”

#### 香港媒体
《香港新闻网》专文《宁波事件凸显民权渐长》：“随著中国内地民主化进程不断推进，民众的维权意识必然会日益增强，政府需要面对这些难题，对官民沟通的渠道做出改革举措。”
《香港人权民运信息中心》详细报道了此事，并且报道此事引发浙江省、上海市、江苏省部分公民的声援。

#### 境外媒体
《美联社》详细报道了此事，5000人参加示威游行，警察使用催泪瓦斯对付示威人群，3个大学生被逮捕。
《路透社》报道示威游行人群和警察发生冲突，部分人被逮捕，其余人被警察驱散。

### 学者意见
经济学者韩志国：“具危险性的发展项目之所以激起民意强烈反弹，是因为民众不满官员只考虑政绩和升迁，危险和隐患却留在当地和百姓。项目决策时信息不透明，偷鸡摸狗式地悄悄上马；东窗事发后就以维稳名义动用武力，这不是执政为民而是执政为官。”